# Otiothops facis
Otiothops facis is een spinnensoort uit de familie Palpimanidae. De soort komt voor in Brazilië.